# Tumanski R-15

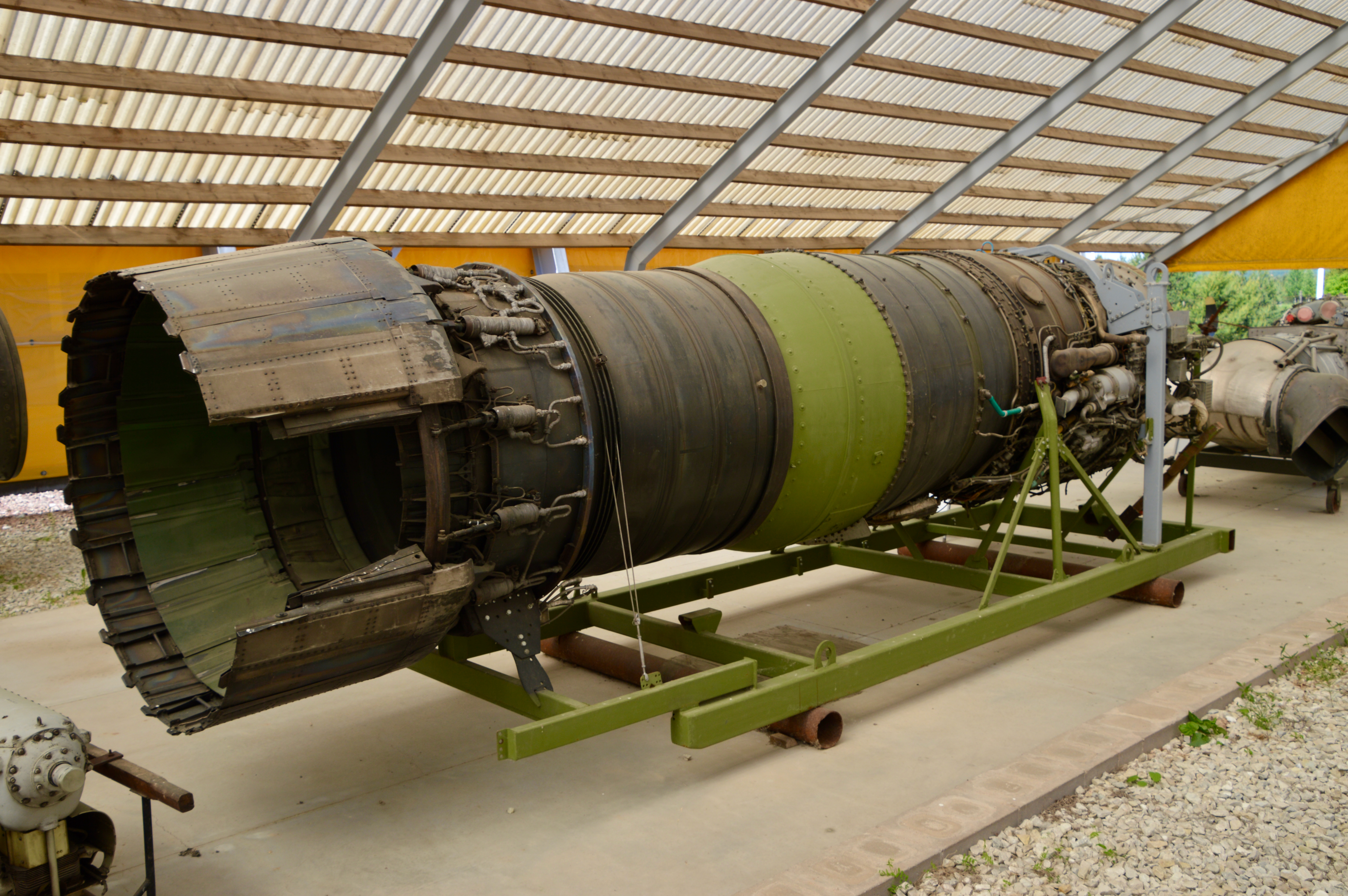
Tumanski R-15BD-300

Das Tumanski R-15 ist ein sowjetisches Einwellen-Einstrom-Luftstrahltriebwerk. Es wurde Ende der 1950er-Jahre vom OKB Tumanski entwickelt.

## Entwicklung

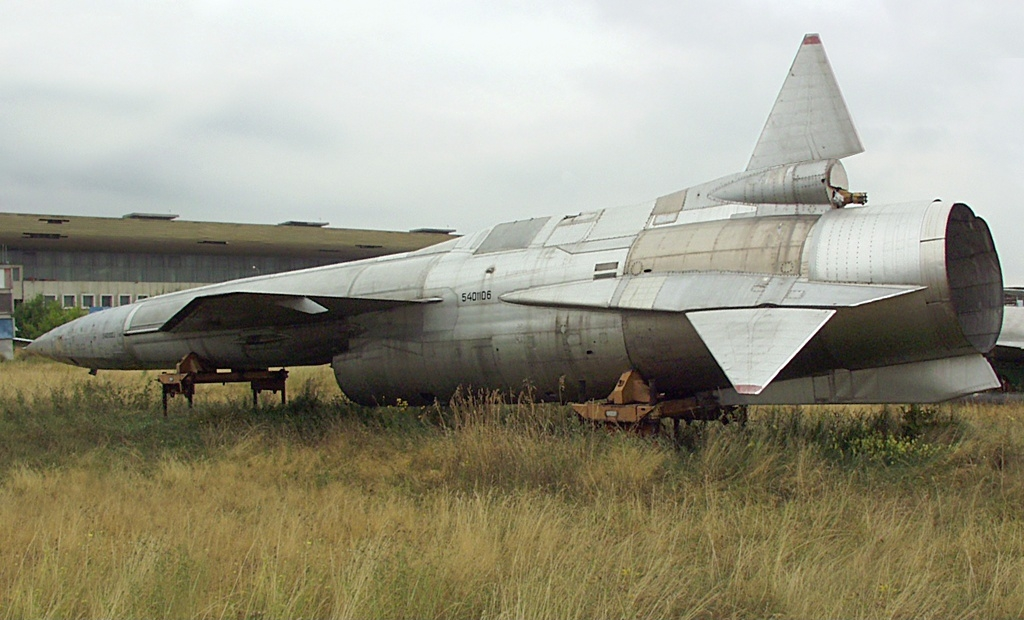
Aufklärungsdrohne Tu-123

Das R-15-300 wurde vom OKB-300 Tumanski ab 1959 für den Tu-121-Marschflugkörper entwickelt. Dieser sollte in großer Höhe mit Mach 2,5 etwa 4000 km weit fliegen. Dementsprechend wurde das Triebwerk auf Höhenhöchstleistung optimiert und als Verbrauchsmaterial mit extrem kurzer Lebensdauer von 50 Betriebsstunden ausgelegt.
Als ein neuer Abfangjäger, die Je-150, entworfen wurde, wurde entschieden, dessen Triebwerke aus dem R-15 zu entwickeln. Als neue Anforderungen kamen eine gesteigerte Lebensdauer sowie Verwendbarkeit im Teillastbereich und bei Start und Landung hinzu.

## Leistung
Ohne Nachbrennerzusatz entwickelte das R-15F-300 67,03 kN, mit Nachbrenner 100,5 kN Schub. Die einstrahlige Je-152-1 erreichte damit Mach 2,5. Die zweistrahlige Mikojan-Gurewitsch MiG-25 war mit ihren R-15B-300 (73,5 kN ohne, 110 kN mit Nachbrenner) in der Lage, bis zu Mach 3,2 zu erreichen, wurde aber in Friedenszeiten auf Mach 2,8 begrenzt, um Schäden an den Triebwerken zu vermeiden. Der spezifische Kraftstoffverbrauch war, besonders in niedrigen Höhen, sehr hoch.

## Varianten

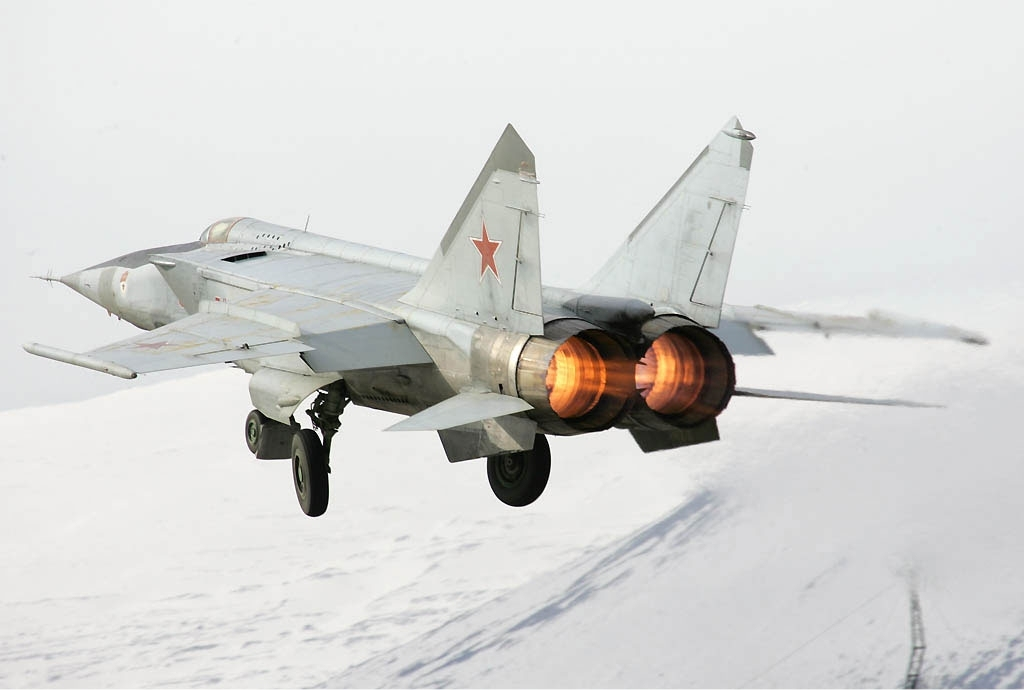
MiG-25RBS beim Start mit Nachbrenner

- KR-15-300 oder R-15K-300: Ursprungsversion für den Marschflugkörper Tu-121 und die Drohne Tupolew Tu-123 „Jastreb“.[1]
- R-15B-300: elektronische Steuerung (erstes sowjetisches Triebwerk mit elektronischer Steuerung), Verbesserungen zur Erhöhung der Lebensdauer (im Laufe der Serienproduktion von 150 auf 750 h gesteigert). Ursprüngliches Triebwerk der MiG-25.[1]
- R-15BD-300: verbesserte und stärkere Version für die MiG-25PD.
- R-15BF2-300: nochmals leistungsgesteigerte Version für die Je-155M (Prototyp der MiG-25M). Keine Serienfertigung; die aus der MiG-25M entwickelte MiG-31 erhielt 2 Solowjow D-30F6 als Serientriebwerke.

## Verwendung

### Serienluftfahrzeuge
- Mikojan-Gurewitsch MiG-25
- Tupolew Tu-123

### Prototypen
- Tupolew Tu-121
- Mikojan-Gurewitsch Je-152-1
- Mikojan-Gurewitsch Je-155M

## Technische Daten
|                                              | R-15B-300                            | R-15BF2-300                  |
| -------------------------------------------- | ------------------------------------ | ---------------------------- |
| Länge (mm)                                   | 6264 6655 (MiG-25RB)                 | 6264 6655 (MiG-25RB)         |
| Durchmesser (mm)                             | 1640                                 | 1640                         |
| Trockenmasse (kg)                            | 2706 2772 (MiG-25, MiG-25RB)         | 2706 2772 (MiG-25, MiG-25RB) |
| Kompressor                                   | fünfstufiger Axialkompressor         | fünfstufiger Axialkompressor |
| Gasturbine                                   | einstufige Hochdruckstufe            | einstufige Hochdruckstufe    |
| Schub (kN)                                   | 73,5                                 | 98                           |
| Schub (kN)                                   | 110 (Nachbrenner)                    | 142 (Nachbrenner)            |
| Verdichtung                                  | 4,75:1                               | 4,95:1                       |
| Brennkammereintrittstemperatur (°C)          | 942                                  | 942                          |
| Brennkammeraustrittstemperatur               | 820                                  | 820                          |
| Spezifischer Kraftstoffverbrauch (kg/[h·kN]) | 127 (Leerlauf) 275 (mit Nachbrenner) |                              |